# Pałac w Horyńcu-Zdroju
Pałac w Horyńcu-Zdroju – zabytkowy pałac w miejscowości Horyniec-Zdrój.
Pałac wybudowany w XVII w. i przebudowany w latach 1905-12. Główne wejście pod balkonem, z kamienną balustradą, wspartym czterema kolumnami doryckimi. Nad wejściem znajduje się herb Łodzia rodziny Ponińskich. Na ryzalicie po prawej stronie od wejścia herb Janina  z dewizą łac. Tegit et protegit (Osłania i chroni) wstawiony w XX w. przez Aleksandra Ponińskiego. 
Pałac jest częścią zespołu pałacowego, obecnie sanatorium, w skład którego wchodzą jeszcze:
- oficyna, XIX w.
- park pałacowy, pocz. XIX w.
- teatr dworski z 1848, po 1945[4]
- kaplica dworska, obecnie część kościoła par. pw. bł. Jakuba Strzemię z 1818[5].

inne:
- Mauzoleum w Horyńcu-Zdroju

Herb Łodzia Ponińskich
Herb Janina Sobieskich
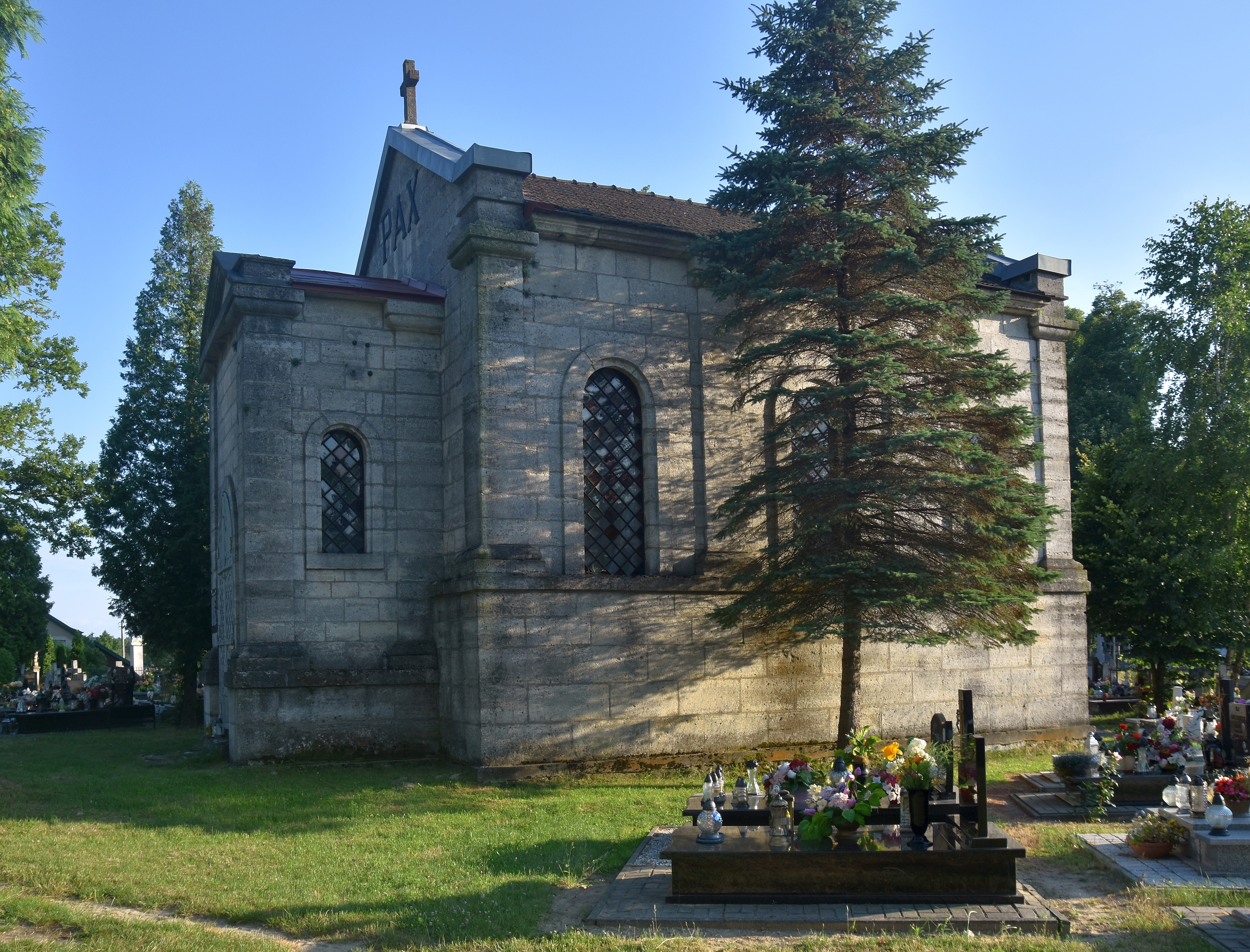
Mauzoleum Ponińskich